# American Cream Draft

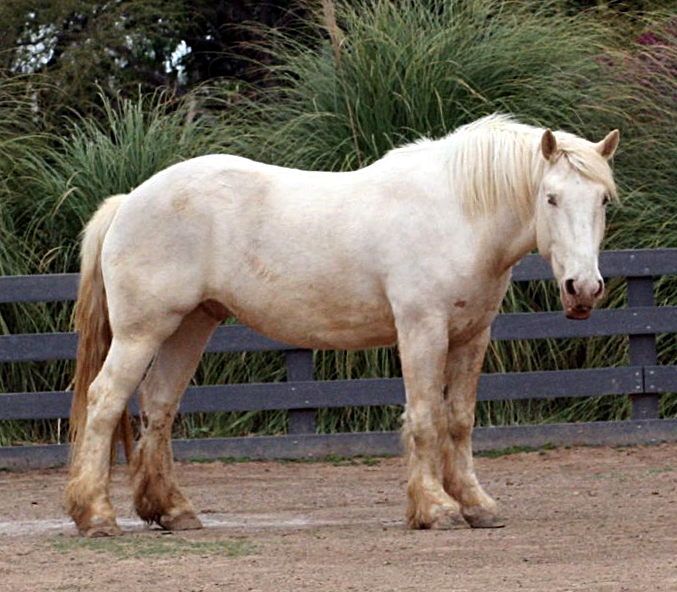
American Cream Draft-paard

Het American Cream Draft-paard is een trekpaardenras, gekenmerkt door een vacht met crème- of gouden champagne-kleur. Het werd in het begin van de twintigste eeuw in Iowa ontwikkeld uit een crèmekleurige merrie genaamd Old Granny. In 1944 werd een rasregister opgericht, maar dat was tientallen jaren inactief doordat het aantal raszuivere dieren daalde als gevolg van de mechanisering van de landbouw. Het werd opnieuw opgestart in 1982 en sindsdien is de populatie langzaam gegroeid. Het is een zeldzaam ras: de staat van instandhouding wordt door The Livestock Conservancy en de Equus Survival Trust als kritiek beschouwd.

## Kenmerken
American Creams hebben verfijnde koppen, met platte gezichtsprofielen die noch concaaf noch convex zijn.  Ze hebben brede borsten, afhangende schouders en korte, sterke ruggen. Hun ribben zijn goed gewelfd en ze zijn kort in combinatie met goed gespierde achterhand en met sterke, goed geproportioneerde benen die goed uit elkaar staan. Ze zijn stevig met sterke hoeven en hun beweging is vrij en gemakkelijk.  
Volgens liefhebbers heeft het ras een rustig, gewillig temperament, vooral geschikt voor eigenaren die nieuw zijn in het omgaan met trekpaarden. Merries zijn 152-163 cm hoog en wegen 680-730 kilogram, terwijl hengsten en ruinen 163-170 cm groot zijn en 820 kg of meer wegen. De ideale vachtkleur voor het ras is een medium crème met roze huid, amberkleurige ogen en witte staart en manen. De karakteristieke crèmekleur van het ras wordt geproduceerd door het champagne-gen. Bekende kleuren zijn lichte, medium en donkere crème, met amberkleurige of hazelnootkleurige ogen. Een crème merrie met een donkere huid en lichte manen en staart kan door het register worden geaccepteerd als basisstam, terwijl hengsten een roze huid en witte manen en staart hebben. 
Het stamboek accepteert ook halfbloed Cream Draft-paarden die zijn gekruist met andere trekpaardbloedlijnen als ze aan bepaalde vereisten voldoen. Raszuivere American Cream-veulens die te donker zijn om in het hoofdrasregister te worden geaccepteerd, kunnen worden opgenomen in een bijlage register, en het register biedt een upgradesysteem dat stamboek-paarden gebruikt om genen te versterken, het aantal te vergroten en meer gediversifieerde bloedlijnen mogelijk te maken.

## Kleurgenetica
Het champagne-gen produceert een verdunde kleur. De gouden champagne-lichaamskleur, lichte huid, lichte ogen en ivoorkleurige manen en staart geassocieerd met de American Cream Draft worden geproduceerd door de werking van het champagne-gen op een kastanjebruine basislaag.  Bij het volwassen paard is de huid roze met overvloedige donkere sproeten of vlekken, en de ogen zijn hazelnootkleurig of amberkleurig. De ogen van champagneveulens zijn blauw bij de geboorte, worden donkerder naarmate ze ouder worden, en de huid van een veulen is felroze. 
Het rasregister beschrijft de ogen van veulens als "bijna wit", wat consistent is met de aard van het champagneblauwe veulenoog, dat romiger is dan andere soorten blauwe ogen. Champagne is een dominante eigenschap, gebaseerd op een mutatie in het SLC36A1-gen.  Het in kaart brengen van het gen werd aangekondigd in 2008 en de American Cream Draft-kruising was een van de bestudeerde rassen. De auteurs van deze studie merkten op dat het moeilijk was om onderscheid te maken tussen homozygote en heterozygote dieren, dus het onderscheiden van champagne van onvolledige dominante verdunningen zoals het crème-gen. Ze merkten echter op dat homozygoten minder vlekken of een iets lichtere haarkleur kunnen hebben dan heterozygoten. Anekdotische rapporten wijzen ook op milde verschillen, waaronder lichtere sproeten, huid en haarvacht, hoewel de oogkleur hetzelfde blijft. 
American Cream Draft-paarden met een donkere huidskleur zijn eigenlijk kastanjes, omdat het ras niet homozygoot is voor het champagne-gen; Er is slechts één allel nodig om de juiste kleur te produceren. Champagne verdunt elke basis vachtkleur en in de American Cream Draft is de onderliggende genetische basiskleur kastanje. Vanaf 2003 hebben wetenschappers het crème-gen bij het ras niet gevonden, hoewel fokkers de gewenste kleur "crème" noemen. Het American Cream Draft is nooit cremello of wit, en hoewel de gouden vachtkleur met witte manen en staart lijkt op palomino, zijn de bepalende kenmerken van het ras het resultaat van het champagne-gen.